# Lékai-Kiss Ramóna
Lékai-Kiss Ramóna (Veszprém, 1984. december 2. –) magyar színésznő, műsorvezető.

## Élete
A veszprémi Báthory István Általános Iskola után a közgazdasági szakközépiskolában végzett szülővárosában, úgy, hogy utolsó évét magántanulóként végezte. Ezt követően két felsőoktatási intézményben tanult: a Pécsi Tudományegyetemen gazdálkodást, a Károly Róbert Főiskolán pedig kereskedelmet és marketinget. A Barátok közt című sorozat egyik szereplője volt, Szentmihályi Zsófiát alakította 2002–2018 között. Az RTL Klubon műsorvezetőként a Celeb vagyok, ments ki innen! 5. évadában, a Reggeliben és az X-Faktor 7-9. évadán láthattuk. 2020-tól a TV2 Dancing with the Stars című műsorának műsorvezetője Stohl András mellett.

### Magánélete
A házasságát megelőzően több híreséggel is volt kapcsolata. Az első celeb 2004-ben Majka volt, akivel szerelmi viszony alakult ki, még eskövő is felvetődött, amire a szülők is áldásukat adták. A  románc hirtelen ért véget, amikor egy éjszaka Majka rajtakapta Ramónát Tóth Norbert focistával. A kapcsolatuk Tóth Norberttel 2010-ben, öt és fél év után ért végett. 2012 februárjában jött össze a pókermilliomos Tóth Richárddal, aki a barátnőjét luxusutazásokkal és ajándékokkal kényeztette. 2013. végén, nem egészen két év után szakítottak egymással. 2014-ben egy gazdag üzletemberrel volt Ramónának kapcsolata, de ezen kapcsolatról bővebb információ nem került ki a hírekbe. Istenes Bencével is hírbe hozták nem sokkal a szakítás után, de sosem derült ki, hogy volt-e valami közöttük. 2016-ban Ramóna barátnője, Ada expárjával a Balaton Soundon jöttek össze, de néhány hónapot követően szakítottak. A későbbi férjével, Lékai Máté kézilabdázóval 2017. év elején jöttek össze.
Egy testvére van, Kiss Debóra. Férje Lékai Máté kézilabdázó, akivel 2019-ben házasodtak össze. 2019 januárjában született meg közös gyermekük, Noé.

## Munkái, szereplései
| Év        | Cím                           | Megjegyzés         |
| RTL       | RTL                           | RTL                |
| --------- | ----------------------------- | ------------------ |
| 2008      | Szombat esti láz              | versenyző, 3. hely |
| 2016      | Kicsi óriások                 | csapatkapitány     |
| 2017      | Celeb vagyok, ments ki innen! | műsorvezető        |
| 2018      | A Konyhafőnök VIP             | versenyző          |
| 2017–2019 | X-Faktor                      | műsorvezető        |
| 2017–2020 | Reggeli                       | műsorvezető        |
| TV2       |                               |                    |
| 2020–2024 | Dancing with the Stars        | műsorvezető        |
| 2021      | Szerencsekerék                | versenyző          |
| 2021      | Ninja Warrior Hungary         | műsorvezető        |
| 2022      | TV2-25!                       | műsorvezető        |
| 2022–     | Sztárban sztár                | zsűritag           |
| 2022–     | A nagy Ő                      | műsorvezető        |
| 2024      | Szeretet.éhség.               | műsorvezető        |
| 2024–     | TV2 Titkok Ramónával          | műsorvezető        |
| 2025      | Password – A jelszó           | műsorvezető        |
| 2025      | A Nagy Duett                  | versenyző          |
| 2025      | Lakásvadászok                 | műsorvezető        |

## Televíziós sorozatok
| Év              | Cím            | Szerep                             | Megjegyzés     | Csatorna |
| --------------- | -------------- | ---------------------------------- | -------------- | -------- |
| 2002–2017, 2018 | Barátok közt   | Szentmihályi Zsófia / Ambrus Mária | Főszereplő     |          |
| 2020            | Drága örökösök | Molnár Franciska                   | mellékszereplő |          |
| 2021            | Mintaapák      | Szentiványi Anna                   | mellékszereplő |          |
| 2023–2024       | Hazatalálsz    | Pártos Beatrix “Trixi”             | Főszereplő     |          |

## Filmek
| Év   | Cím          | Szerep | Megjegyzés |
| ---- | ------------ | ------ | ---------- |
| 2019 | Kölcsönlakás | Vénusz | Főszereplő |

## Színházi szerepei
A Színházi adattárban regisztrált bemutatóinak száma: 6.

| Darab                | Szerep                          | Színház                           | Bemutató           | Forrás |
| -------------------- | ------------------------------- | --------------------------------- | ------------------ | ------ |
| Abigél               | Torma, hetedik osztályos tanuló | Bánfalvy Ági International Studio | 2012. június 8.    | [ 12 ] |
| Az élet küszöbén     | Hjördis                         | Noir Színház                      | 2011. április 22.  | [ 13 ] |
| Egyenlőség           | Tweeny, konyhalány              | Karinthy Színház                  | 2012. november 16. | [ 14 ] |
| Én és a kisöcsém     | N/A                             | Katona József Színház             | 1996. április 12.  | [ 15 ] |
| Második szereposztás | Egri Barbara táncosnő           | Körúti Színház                    | 2006. július 29.   | [ 16 ] |
| A dzsungel könyve    | Ká                              | Centrál Színház                   | 2007. november 23. |        |
| Vidám kísértet       | Edith, szobalány                | Turay Ida Színház                 | 2004. október 15.  | [ 17 ] |
| Poligamy             | Lilla 4. "Az élet showja"       | Madách Színház                    | 2013. október 26.  |        |